# Esther Brand
Esther Cornelia Brand (Esther van Heerden) ( 29 de septiembre de 1922 – 20 de junio de 2015) fue una atleta sudafricana. Nacida en Springbok, Cabo Del norte. Estudió en el Instituto Maitland en Ciudad de Cabo, Sudáfrica. Compitió mayormente en salto en alto y ganó la medalla de oro para Sudáfrica en la Olimpiada de Verano de 1952 realizada en la ciudad de Helsinki, Finlandia. Falleció en 2015 a la edad de 92 años.